# Drake Doremus
Drake Doremus (Califórnia, 29 de março de 1983) é um cineasta, roteirista e produtor cinematográfico norte-americano.